# Steve Denton
Steve Denton (ur. 5 września 1956 w Kingsville) – amerykański tenisista i trener tenisa, zwycięzca US Open 1982 w grze podwójnej.

## Kariera tenisowa
Praworęczny, znany z mocnego serwisu Denton studiował na University of Texas, gdzie stworzył silną parę deblową z Południowoafrykańczykiem Kevinem Currenem. Razem występowali także w rozgrywkach zawodowych, gdzie ich największym sukcesem było wygranie US Open 1982. W finale pokonali 6:2, 6:7, 5:7, 6:2, 6:4 Victora Amayę i Hanka Pfistera. W 1980 zajęli 3. miejsce w klasyfikacji Grand Prix.
Denton wygrał łącznie 18 turniejów deblowych i w dalszych 23 osiągnął finały. W parze z Sherwoodem Stewartem doszedł do finału Australian Open 1983. Ponadto trzy finały wielkoszlemowe osiągnął w grze mieszanej – US Open 1981 z JoAnne Russell, Wimbledonu 1983 i Wimbledonu 1984 (pierwszy z Billie Jean King, drugi z Kathy Jordan). W sierpniu 1983 zajmował 2. miejsce w rankingu światowym deblistów.
Jako singlista nie zdołał wygrać żadnego turnieju, ale dwukrotnie doszedł do finału Wielkiego Szlema. Oba finały – Australian Open 1981 i Australian Open 1982 – przegrał z Johanem Kriekiem. Umiejętności serwisowe przyniosły mu przydomek The Bull i rekord 39 asów w meczu 1 rundy US Open 1985; liczba ta nie wystarczyła jednak do pokonania Richarda Matuszewskiego, nie tylko ze względu na przyzwoity serwis samego Matuszewskiego (19 asów), ale i dużą liczbę błędów Dentona (24 podwójne błędy serwisowe). W sierpniu 1983 Denton znajdował się na 12. miejscu w rankingu ATP.

### Finały w turniejach wielkoszlemowych

#### Gra pojedyncza (0–2)
| Końcowy wynik | Nr | Data | Turniej                    | Nawierzchnia | Przeciwnik  | Wynik finału       |
| ------------- | -- | ---- | -------------------------- | ------------ | ----------- | ------------------ |
| Finalista     | 1. | 1981 | Australian Open, Melbourne | Trawiasta    | Johan Kriek | 2:6, 6:7, 7:6, 4:6 |
| Finalista     | 2. | 1982 | Australian Open, Melbourne | Trawiasta    | Johan Kriek | 3:6, 3:6, 2:6      |

#### Gra podwójna (1–1)
| Końcowy wynik | Nr | Data | Turniej                    | Nawierzchnia | Partner          | Przeciwnicy                 | Wynik finału            |
| ------------- | -- | ---- | -------------------------- | ------------ | ---------------- | --------------------------- | ----------------------- |
| Zwycięzca     | 1. | 1982 | US Open, Nowy Jork         | Twarda       | Kevin Curren     | Victor Amaya Hank Pfister   | 6:2, 6:7, 5:7, 6:2, 6:4 |
| Finalista     | 1. | 1983 | Australian Open, Melbourne | Trawiasta    | Sherwood Stewart | Mark Edmondson Paul McNamee | 3:6, 6:7                |

#### Gra mieszana (0–3)
| Końcowy wynik | Nr | Data | Turniej            | Nawierzchnia | Partnerka        | Przeciwnicy               | Wynik finału  |
| ------------- | -- | ---- | ------------------ | ------------ | ---------------- | ------------------------- | ------------- |
| Finalista     | 1. | 1981 | US Open, Nowy Jork | Twarda       | JoAnne Russell   | Anne Smith Kevin Curren   | 3:6, 6:7      |
| Finalista     | 2. | 1983 | Wimbledon, Londyn  | Trawiasta    | Billie Jean King | Wendy Turnbull John Lloyd | 7:6, 6:7, 5:7 |
| Finalista     | 3. | 1984 | Wimbledon, Londyn  | Trawiasta    | Kathy Jordan     | Wendy Turnbull John Lloyd | 3:6, 3:6      |